# Viola neilreichii
Viola neilreichii är en violväxtart som beskrevs av C. Richt.. Viola neilreichii ingår i släktet violer, och familjen violväxter. Inga underarter finns listade i Catalogue of Life.